# François Hartog
François Hartog (1946) es un historiador francés.

## Trayectoria
Fue alumno de la École normale supérieure en París. Pertenece a la gran escuela de helenistas que fundó Jean-Pierre Vernant; pero también se considera alumno de Reinhart Koselleck. Hartog, ocupa actualmente la cátedra de historiografía antigua y moderna en la École des hautes études en sciences sociales (EHESS). Es uno de los 60 fundadores de la Association des Historiens, en 1997, y miembro del Centre Louis Gernet de recherches comparées sur les sociétés anciennes.
Su primer libro, El espejo de Herodoto, que reelaboraba su tesis doctoral, trata del padre de la historia desde una perspectiva novedosa: la escritura del Otro. 
Se ha dicho que la obra de François Hartog, en su integridad, gira en torno al llamado por él "régimen de historicidad" de las distintas civilizaciones. Sobre ese tema ha desarrollado un libro en 2002 (Régime d'historicité), donde analiza los modos de articulación de las categorías de pasado, presente y futuro, según cómo varíen en el espacio y en el tiempo: lo que abre su perspectiva helénica a la historia actual. Nuestro presente tiene un régimen de historicidad que hay que analizar y que resulta esclarecedor.
En su reciente Partir pour la Grèce, de 2015, François Hartog reflexiona sobre el viaje necesario a Grecia en un itinerario que va desde Heródoto hasta Jean-Pierre Vernant, pasando por Plutarco, Montaigne o, muy cerca, por Fustel de Coulanges.

## Obra
- Le Miroir d'Hérodote. Essai sur la représentation de l'autre, París, Gallimard, 1980. El espejo de Herodoto, FCE, 2003.
- Le XIXe siècle et l'histoire. Le cas Fustel de Coulanges, París, PUF, 1988.
- Mémoire d'Ulysse: récits sur la frontière en Grèce ancienne, París, Gallimard, 1996. Memoria de Ulises. Relatos sobre la frontera en la Grecia antigua, FCE de ESPAÑA, 2007
- Pierre Vidal-Naquet un historien dans la cité, con Alain Schnapp y Pauline Schmitt-Pantel, París, La Découverte, 1998.
- Des sciences et des techniques, codirigido con Roger Guesnerie, París, EHESS. "Cahiers des Annales", vol.45, 1998.
- Les usages politiques du passé, con Jacques Revel, París, EHESS, 2001,
- Régimes d'historicité. Présentisme et expériences du temps, París, Le Seuil, 2002. Regímenes de historicidad.
- Anciens, modernes, sauvages, París, Galaade, 2005.
- Évidence de l'histoire. Ce que voient les historiens, París, EHESS, 2005.
- Vidal-Naquet, historien en personne, París, La Découverte, 2007.
- Croire en l'histoire, París, Flammarion, 2013.
- Partir pour la Grèce, París, Flammarion, 2015.

- Edición crítica de Plutarco, Vies parallèles, Gallimard-Quarto, 2001.
- Edición crítica de Polibio, Histoire, Gallimard-Quarto, 2003.
- Chronos: l´Occident aux prises avec le Temps, Gallimard, 2020.